# Stegolepis

Stegolepis es un género de plantas fanerógamas pertenecientes a la familia Rapateaceae. Es originario del norte de Sudamérica hasta Brasil. Comprende 33 especies descritas y  aceptadas.

## Descripción
Son hierbas epífitas o de pantanos, más bien masivas que se asemeja un tanto a los grandes juncos. El tallo es un rizoma carnoso desnudo. Hojas relativamente grandes, ampliamente revestidas en la base, la hoja alargada orientada en aproximadamente 180° a la vaina. Inflorescencia con flores axilares, alargada, muy delgada, desnuda, teniendo 1 a pocas cabezas de flores sésiles en la punta. Cabezas de flor enfundadas en la base de varios pares de pequeñas brácteas subscariosas. Sépalos 3, iguales y coherentes en la base. Pétalos 3, iguales y coherentes en la base en un tubo. El fruto  es una cápsula loculicida.

## Taxonomía
El género fue descrito por Klotzsch ex Körn. y publicado en Linnaea37: 480. 1872. La especie tipo es: Stegolepis guianensis

## Especies aceptadas
A continuación se brinda un listado de las especies del género Stegolepis aceptadas hasta abril de 2015, ordenadas alfabéticamente. Para cada una se indica el nombre binomial seguido del autor, abreviado según las convenciones y usos.	
1. Stegolepis albiflora - Venezuela
2. Stegolepis angustata - Venezuela
3. Stegolepis breweri -Venezuela
4. Stegolepis cardonae - Venezuela
5. Stegolepis celiae - Venezuela Brasil
6. Stegolepis choripetala - Venezuela
7. Stegolepis ferruginea - Guyana
8. Stegolepis gleasoniana - Cerro Duida
9. Stegolepis grandis - Venezuela
10. Stegolepis guianensis - Mt. Roraima
11. Stegolepis hitchcockii - Venezuela
12. Stegolepis huberi - Mt. Roraima
13. Stegolepis humilis - Venezuela
14. Stegolepis jauaensis - Venezuela
15. Stegolepis ligulata - Venezuela
16. Stegolepis linearis - Venezuela
17. Stegolepis maguireana - Venezuela
18. Stegolepis membranacea - Venezuela
19. Stegolepis microcephala - Cerro Jaua
20. Stegolepis minor - Sierra de Lema
21. Stegolepis neblinensis - Sierra de la Neblina
22. Stegolepis parvipetala - Venezuela
23. Stegolepis pauciflora - Cerro Duida
24. Stegolepis perligulata - Venezuela
25. Stegolepis piresii - Brasil Venezuela
26. Stegolepis ptaritepuiensis - Venezuela, Guyana
27. Stegolepis pulchella - Venezuela
28. Stegolepis pungens - Cerro Duida
29. Stegolepis squarrosa - Venezuela
30. Stegolepis steyermarkii -  Venezuela, Guyana
31. Stegolepis terramarensis - Cerro Marahuaka
32. Stegolepis vivipara - Venezuela
33. Stegolepis wurdackii - Venezuela